# Ppi
ppi, även PPI, är en vanlig enhet för pixeltäthet (upplösning) på datorskärmar. Det är en förkortning för engelska pixels per inch, "pixlar per inch (tum)", och används ibland som både storhet och enhet. ppi mäts antingen i horisontell eller i vertikal ledd; dessa värden kan skilja sig åt.
Vanliga pixeltätheter för en katodstrålerörsskärm är 72–130 ppi.
Läs mer: